# Castanheira (Belém)

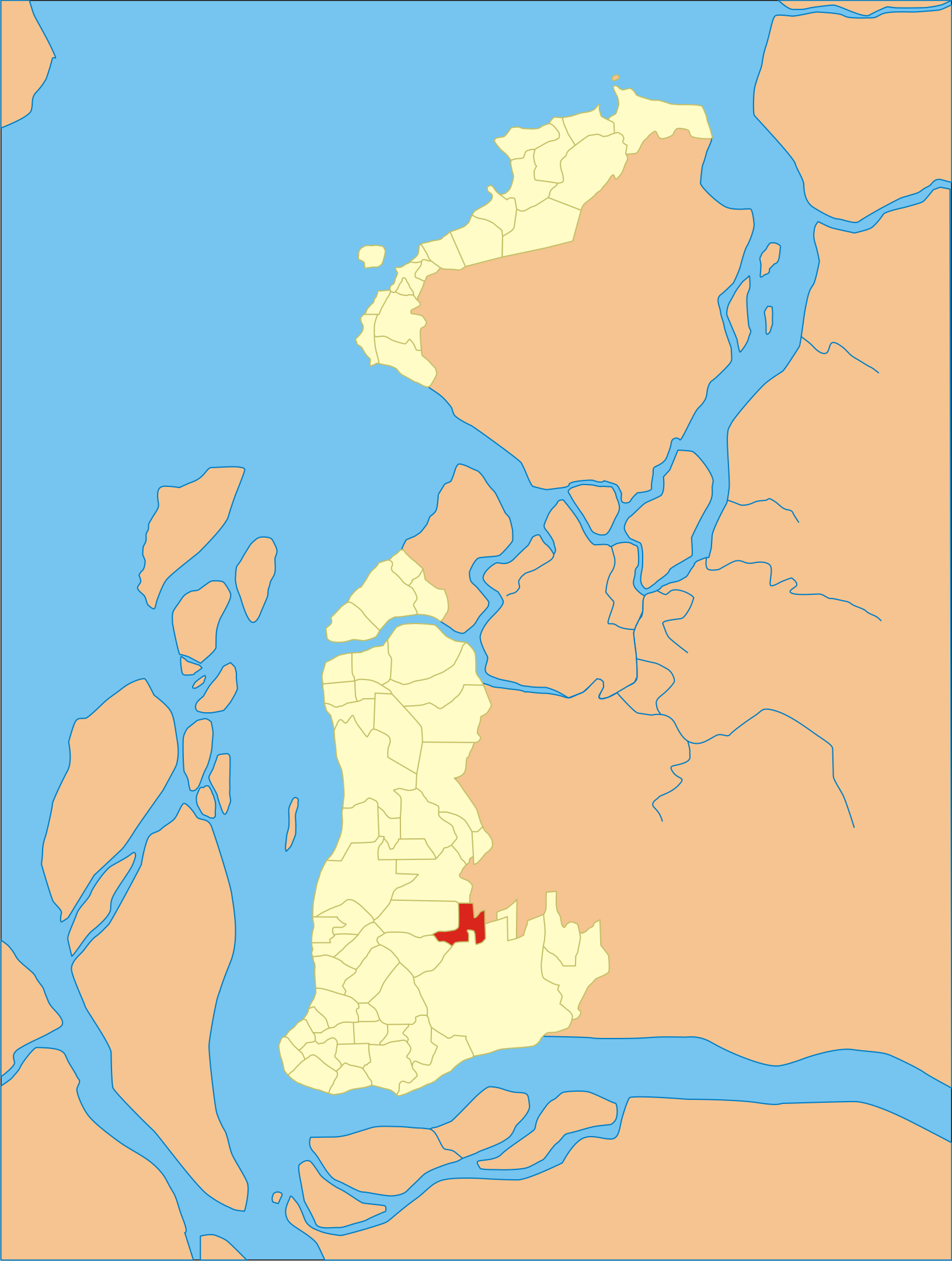
Lage von Castanheira in Belém

Castanheira ist ein Bairro (Stadtteil) der brasilianischen Stadt Belém im Bundesstaat Pará. Es hatte nach der Volkszählung 2010 24.424 Einwohner.
Das Bairro untersteht heute (Stand 2017) als eines von zehn Bairros dem Verwaltungsdistrikt Distrito Administrativo do Entroncamento (DAENT) und liegt am östlichen Stadtrand von Belém am Ausgangspunkt der Rodovia BR-316, an dem sich das Castanheira Shopping Center befindet. Im Süden schließt es an den Staatspark Parque Ambiental do Utinga im Bairro Curió-Utinga (etwa 16.600 Ew.) an, dessen Lago Água Preta (Schwarzer See) mit der oberen rechten Ausdehnung bis in das Stadtviertelgebiet reicht. Umliegende Bairros sind (von West nach Ost): Souza (etwa 44.000 Ew.), Marambaia (etwa 66.700 Ew.), Mangueirão (etwa 36.200 Ew.), Atalaia und Guanabara.
Es wurde durch das städtische Gesetz Lei 7.806 vom 30. Juli 1996 gegründet und in diesem die Grenzen festgelegt. Sein Name leitet sich von einem hundertjährigen Kastanienbaum ab.